# 大拉烏
大拉烏是西非國家科特迪瓦的城鎮，由潟湖區負責管轄，位於該國南部邦達馬河在畿內亞灣的河口處，毗鄰阿扎尼國家公園，主要經濟活動是漁業和農業，2010年人口估計約12,095。